# Lucilia fulvicornis
Lucilia fulvicornis este o specie de muște din genul Lucilia, familia Calliphoridae. A fost descrisă pentru prima dată de Robineau-desvoidy în anul 1830. Conform Catalogue of Life specia Lucilia fulvicornis nu are subspecii cunoscute.